# Geoffrey Hutchings
Geoffrey Hutchings (Londra, 8 giugno 1939 – Londra, 1º luglio 2010) è stato un attore inglese.

## Biografia
Dopo aver frequentato la Hardye's School, ha studiato francese ed educazione fisica all'Università di Birmingham prima di frequentare la Royal Academy of Dramatic Art e successivamente entrare a far parte della Royal Shakespeare Company nel 1968.

## Filmografia parziale

### Cinema
- Enrico V (Henry V), regia di Kenneth Branagh (1989)
- L'intrigo della collana (The Affair of the Necklace), regia di Charles Shyer (2001)
- Le forze del destino (It's All About Love), regia di Thomas Vinterberg (2003)
- She, a Chinese, regia di Xiaolu Guo (2009)
- Incontrerai l'uomo dei tuoi sogni (You Will Meet a Tall Dark Stranger), regia di Woody Allen (2010)

### Televisione
- L'ispettore Barnaby (Midsomer Murders) – serie TV, episodi 1x03-12x01 (1998-2009)